# NGC 165
NGC 165 es una galaxia espiral barrada localizada en la constelación de Cetus. Fue descubierta en 1882 por Wilhelm Tempel y descrita por John Louis Emil Dreyer como "débil, grande, estrella en el centro, al este de 2".